# Jana McKinnon
Jana McKinnon, född 1999 i Korneuburg, är en österrikisk-australisk skådespelare.
McKinnon har bland annat medverkat i TV-serierna Bad Behaviour och Vi barn från Bahnhof Zoo i vilka hon axlade en av huvudrollerna. Hon har även medverkat i filmen Servus Papa – See You in Hell.

## Filmografi (i urval)
- 2021 – Vi barn från Bahnhof Zoo (TV-serie)
- 2022 – Servus Papa – See You in Hell
- 2023 – Bad Behaviour (TV-serie)